# Cratere Jarimba
Jarimba  è un cratere sulla superficie di Cerere.